# ハイネケン誘拐の代償
『ハイネケン誘拐の代償』（ハイネケンゆうかいのだいしょう、Kidnapping Freddy Heineken）は2015年のベルギー・イギリス・オランダの犯罪サスペンス映画。
監督はダニエル・アルフレッドソン、出演はアンソニー・ホプキンスとサム・ワーシントンなど。
米国公開時のタイトルは『Kidnapping Mr. Heineken』。
原作は犯罪ジャーナリストのピーター・R・デ・ヴリーズが執筆したノンフィクション。1983年11月に発生した、世界的なビール製造会社「ハイネケン」の経営者でオランダ屈指の大富豪フレディ・ハイネケンが誘拐された事件を題材としており、誘拐した者と誘拐された者の両者の視点から実話の真実に迫る内容となっている。

## ストーリー
1983年、オランダの首都アムステルダム。事業に行き詰まっていた会社経営者のコル・ヴァン・ハウトは、幼なじみの親友で妻の兄でもあるヴィレムをはじめとする仲間と結託し、世界的ビール製造会社「ハイネケン」の経営者で大富豪フレディ・ハイネケンの誘拐に成功する。しかしその後の身代金交渉は遅々として進まず、人質でありながらも老獪で傲慢なハイネケンにコルたちは翻弄され、強い絆で結ばれていたはずの仲間たちの間に溝が生まれ始める。結局コルらは身代金を獲得しハイネケンは解放されるが、オランダ警察の捜査の手はコルらに伸び、メンバーが次々と逮捕され始めた。残ったヴィレムとコルは、ヴィレムの馴染みの女がいるパリに逃亡するが、コルが妻と電話で連絡を取ってしまったために潜伏先がばれてしまい、そこから逃げ出そうとしたところで2人はあえなく逮捕される。こうしてコル達犯人グループは全て逮捕されて服役、その後10年以上の刑期を終えて出所するが、強奪された身代金の一部は今も所在が不明のままである。そしてかつては親友同士だった仲間が全員揃うことはなく、大金と引き換えに仲間たちの絆は完全に崩壊していた。それは監禁中のハイネケンがコルらに予言していたことだった。

## キャスト
- フレディ・ハイネケン（英語版）: アンソニー・ホプキンス - 世界的ビール製造会社「ハイネケン」の経営者で世界屈指の大富豪。
- コル・ヴァン・ハウト（英語版）: ジム・スタージェス - 誘拐グループのリーダー。
- ヴィレム・ホーレーダー（英語版）: サム・ワーシントン - コルの幼なじみの親友で義兄。
- ヤン・“カット”・ブラート（オランダ語版）: ライアン・クワンテン - 子煩悩な愛妻家。穏やかな性格。
- フランス・“スパイクス”・メイヤー（オランダ語版）: マーク・ファン・エーウェン（オランダ語版） - 神経質。
- マーティン・“ブレイクス”・エルカンプス（オランダ語版）: トーマス・コックレル - コルの弟。無口でおとなしい。
- ソーニャ: ジェマイマ・ウェスト（英語版） - コルの妻でヴィレムの妹。第一子を妊娠中。
- アブ・ドーデラー: ダヴィッド・デンシク - ハイネケンの運転手。

## 作品の評価
Rotten Tomatoesによれば、批評家の一致した見解は「退屈で人物描写に欠けた『ハイネケン誘拐の代償』は、嘘くさい実録犯罪スリラーである。」となっており、62件の評論のうち高く評価しているのは19%にあたる12件にとどまり、平均点は10点満点中4.6点となっている。
Metacriticによれば、19件の評論のうち、高評価は1件、賛否混在は12件、低評価は6件、平均点は100点満点中33点となっている。